# Newberry National Volcanic Monument
Ne doit pas être confondu avec Cratère Newberry.
Le monument national volcanique de Newberry (en anglais, Newberry National Volcanic Monument) est un monument national américain qui inclut la zone autour du cratère Newberry dans le centre de l'État de Oregon. Couvrant une superficie de 224 km², il est créé le 5 novembre 1990 par le président George H. W. Bush. Le volcan a été utilisé pour la formation des astronautes de la mission Apollo de 1964 à 1966–1966. 

## Description
Le monument volcanique national de Newberry se compose de quatre destinations touristiques principales : Lava Butte, Lava River Cave, Lava Cast Forest et Newberry Caldera. La caldeira de Newberry est la plus grande zone du monument national. Au fil du temps, la caldeira s’est remplie d’eau qui a créé deux lacs, le lac East et le lac Paulina. On y trouve aussi les chutes Paulina. 
Le point culminant de cette aire protégée est le pic Paulina, qui atteint 2 434 mètres. Du sommet, il est possible d'apercevoir une partie de la chaîne des Cascades et du Haut désert de l'Oregon. En été, ce pic peut être atteint par une route pentue.
La Big Obsidian Flow est une coulée de lave voisine datant de 1 300 ans et qui recouvre une surface de 2,8 km2. Son nom provient de la pierre noire et brillante qui la compose, l'obsidienne
Hors du cratère, l'aire protégée abrite également la grotte dite Lava River Cave. Le Lava Butte, un cône volcanique, se trouve également sur le site, près du centre accueillant les visiteurs. Douze sentiers de randonnée sont aménagés.

## Galerie

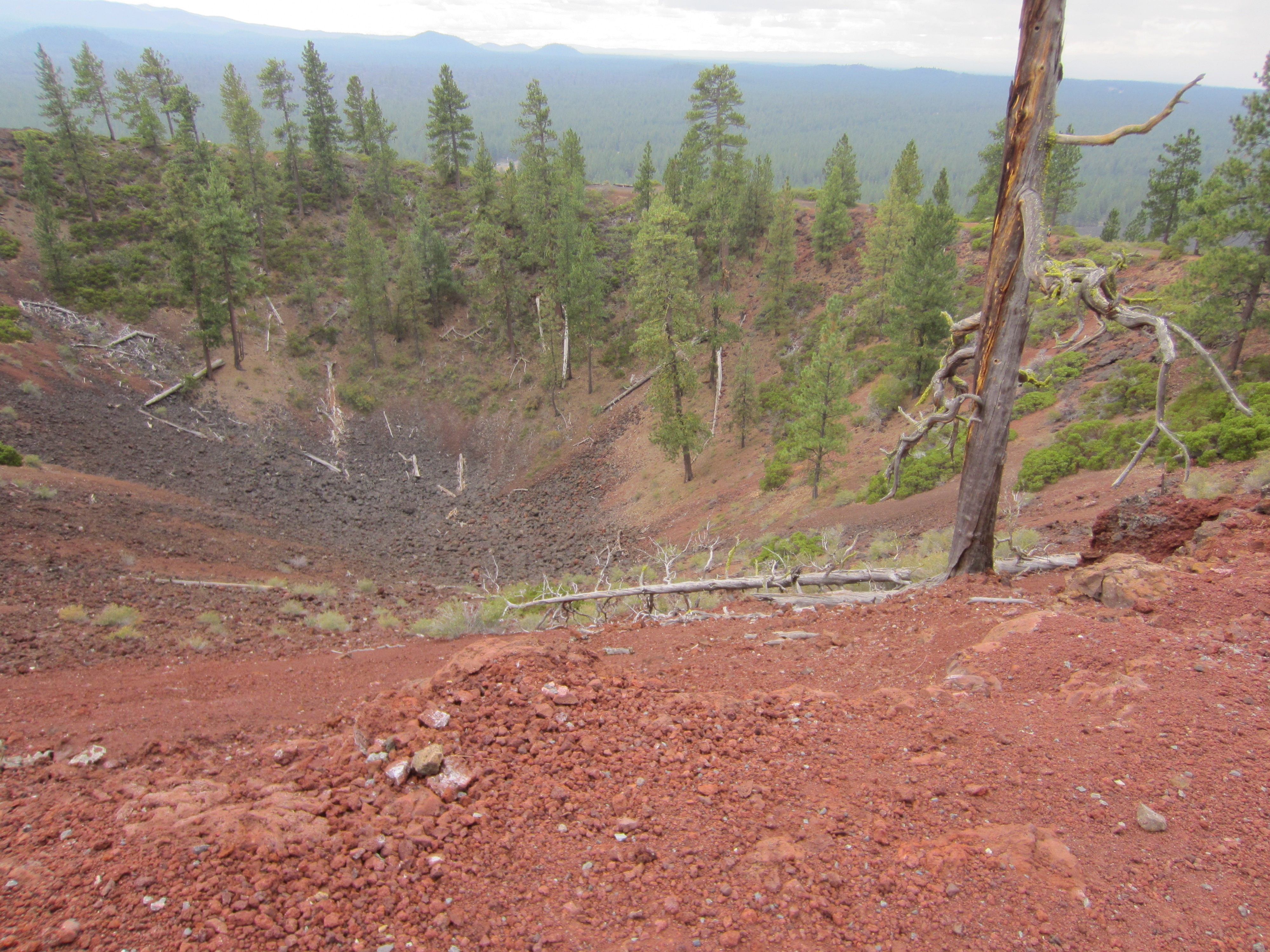
Lava Butte.
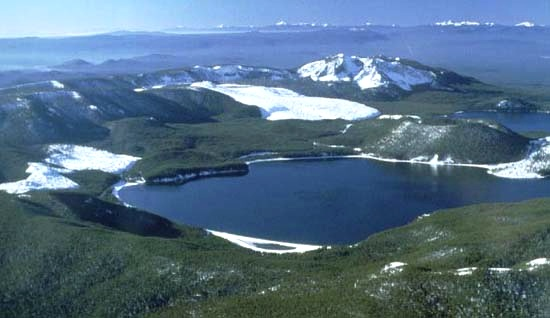
Caldeira.
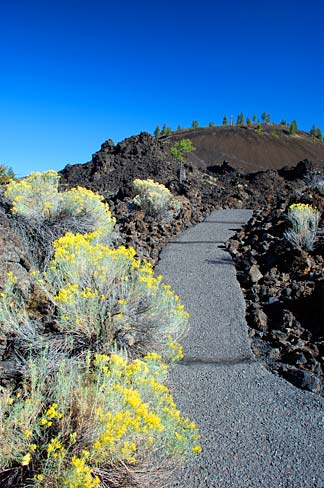
Champs de lave.
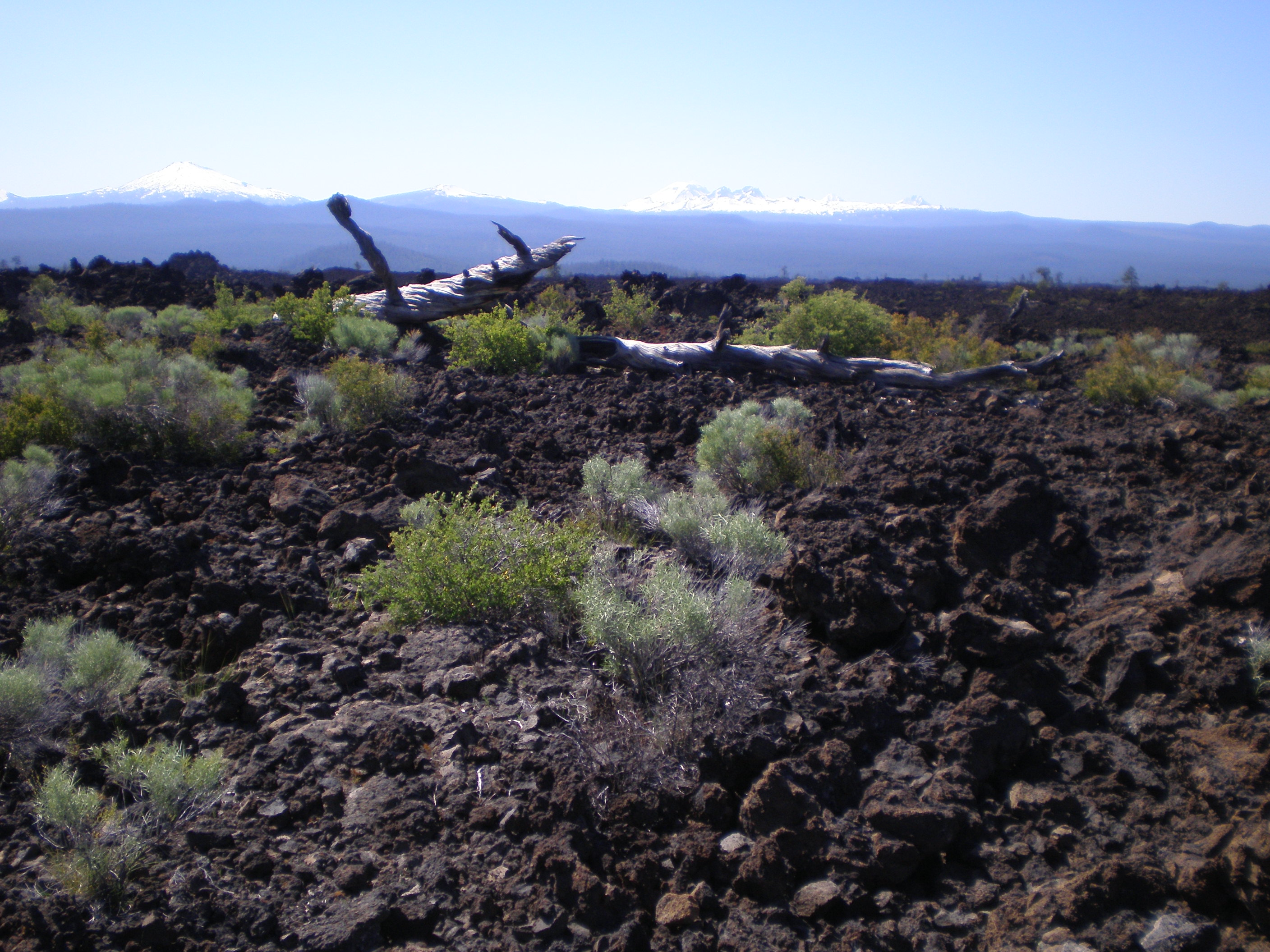
Roches volcaniques
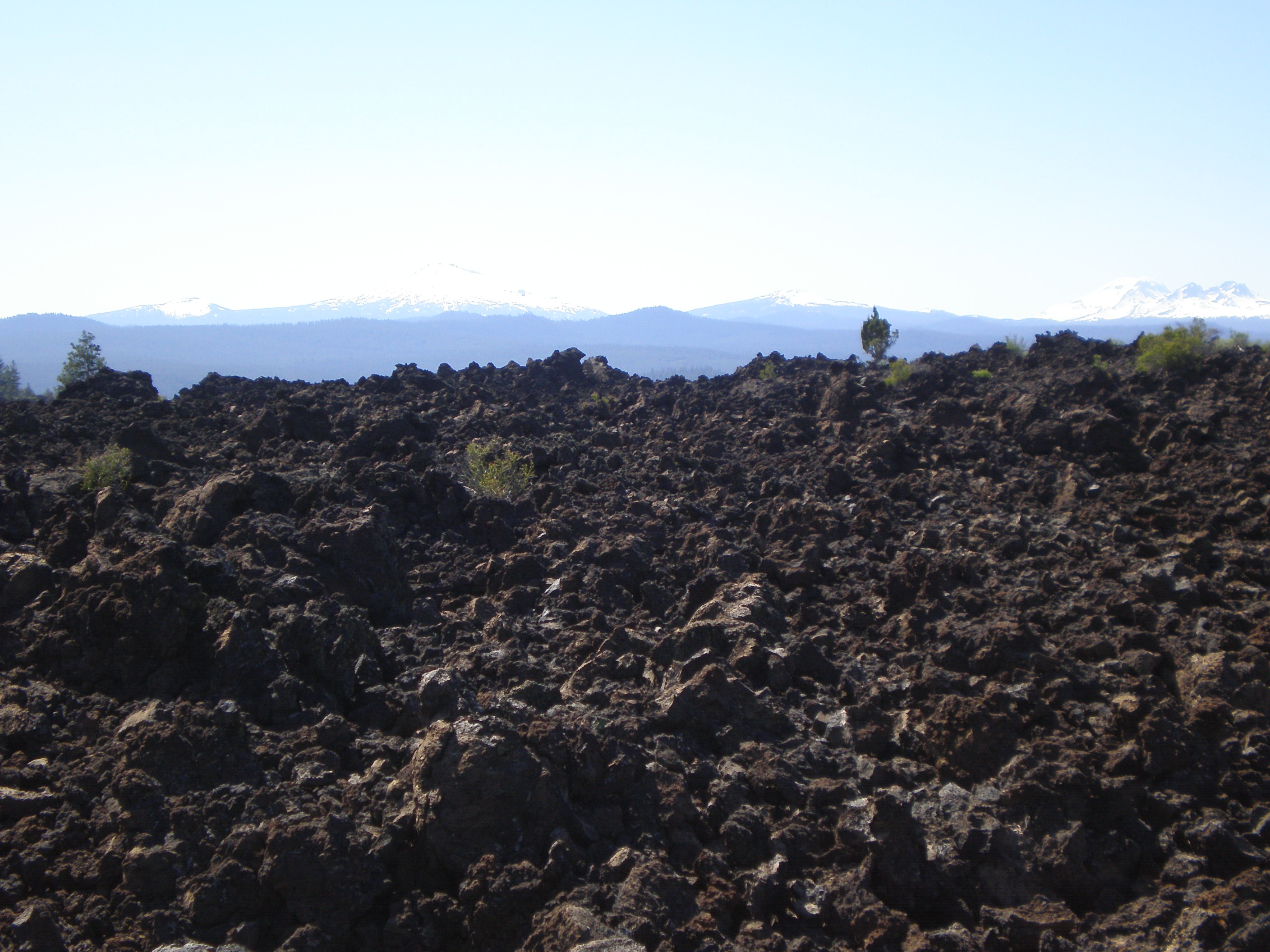
Coulée de lave
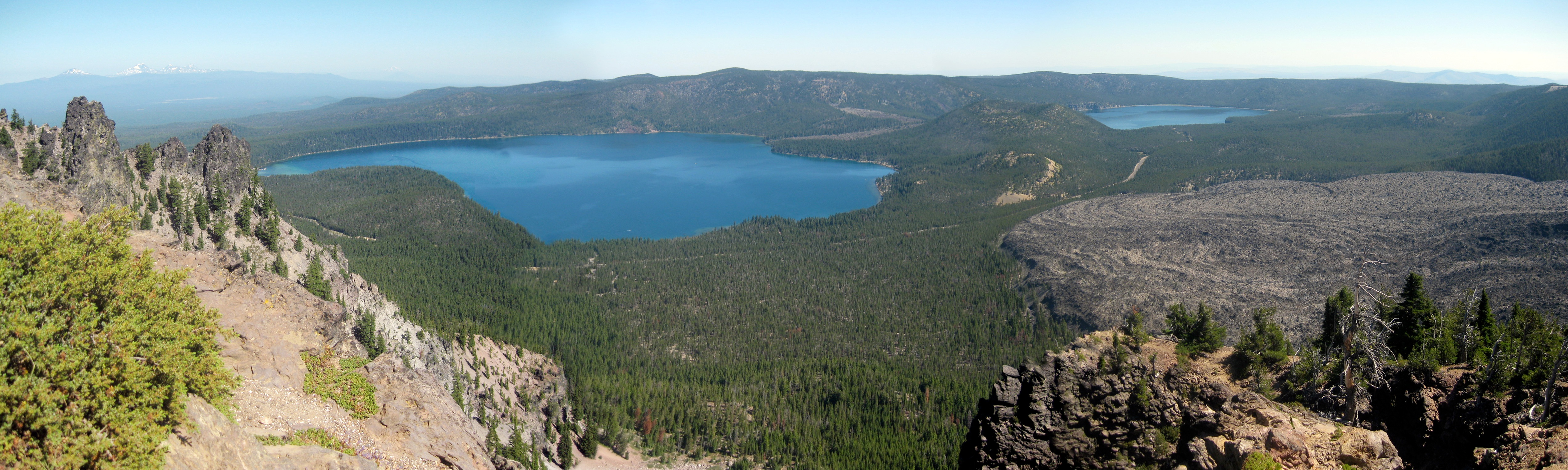
Panorama du site